# فرانسیس جاکوبتی
فرانسیس جاکوبتی (به فرانسوی: Francis Giacobetti) (۱ ژوئیهٔ ۱۹۳۹ – ۸ ژوئن ۲۰۲۵) عکاس اهل فرانسه بود که در ایالات متحده آمریکا زندگی می‌کرد.

## زندگی
فرانسیس جاکوبتی عکاس خیال‌پرداز و هنرمند حرفه‌ای پرشوری بود که بی هیچ پرده پوشی، دارای روحیه‌ای تاجرمآبانه بود. با این همه، ذوق و چشم تیزبین او به آثارش کیفیتی عالی بخشید. در دوره‌ای که دنیای عکاسی غالباً قربانی بلندپروازی خود می‌شود و شمار کثیری از عکاسان کورکورانه به تقلید از شیوه چند استاد معمولی می‌پردازند، عکاسی سطح بالای تجاری همچون وزش هوایی تازه به نظر می‌رسد. امروزه، در حالی که عکاسی سیاه و سفید وسیله بیانی مورد پسند مدرسه‌های هنرهای زیبا است، گونه‌ای از عکاسی رنگی که با شادابی و جسارت در عرصه تجاری مورد استفاده قرار می‌گیرد، جایگزینی دوست داشتنی برای آن به‌شمار می‌آید.
جاکوبتی عکاس تبلیغاتی پرکار و موفقی بود و عالم سینما نیز او را به خود جذب کرد. با این همه، او شهرتش را اساساً مدیون استعداد خویش در آفرینش تصاویری فریبنده از زنان بوده‌است.